# Colégio de Nutrição de Gifu

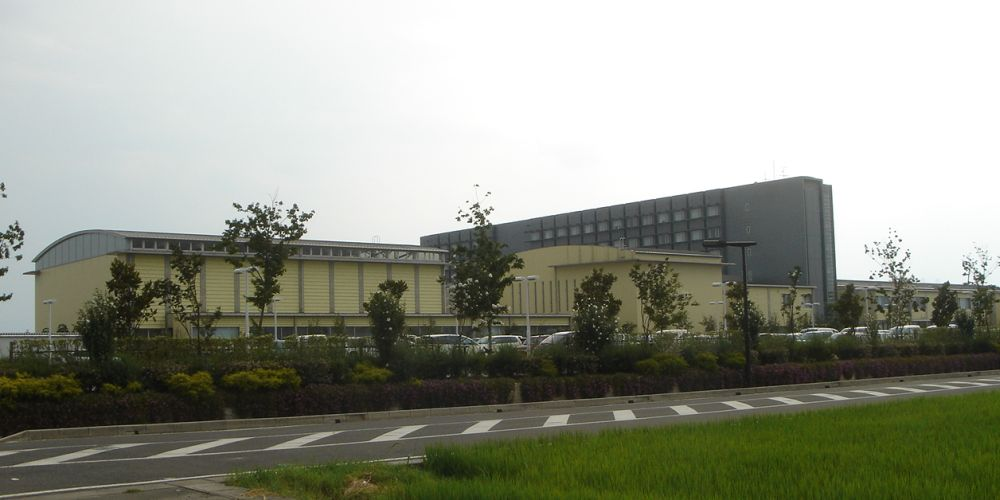
Colégio de Nutrição de Gifu

O Colégio de Nutrição de Gifu (inglês: Gifu College of Nursing; japonês: 岐阜県立看護大学, Gifu kenritsu kango daigaku) é uma universidade pública em Hashima, Gifu, no Japão, construída em 2000.